# Новомученики Бутырские
На Архиерейском соборе Русской православной церкви были причислены к лику святых и прославлены как новомученики и исповедники Российские XX века 218 узников Бутырской тюрьмы, список которых приведён ниже.

## Список

### А
1. Священномученик Августин (Беляев) (Беляев, Александр Александрович), архиепископ Калужский †1937, 23.11.
2. Священноисповедник Александр (Державин, Александр Сергеевич), иерей †1933, 25.03.
3. Священномученик Александр (Заозерский, Александр Николаевич), протоиерей †1922, 26.05.
4. Священномученик Александр (Зверев, Александр Александрович), протоиерей †1937, 16.11. Бутово.
5. Священномученик Александр (Левитский, Александр Михайлович (Левицкий)), протоиерей +1937, 09.10. Бутово
6. Священномученик Александр (Орлов, Александр Васильевич), протоиерей, +1937 13.10. Бутово
7. Священноисповедник Александр (Орлов, Александр Васильевич), иерей †1941, 27.04.
8. Священномученик Александр (Покровский, Александр Семёнович), иерей +1938 17.02. Бутово
9. Священномученик Александр (Хотовицкий, Александр Александрович), протопресвитер †1937, 20.08.
10. Преподобномученица Александра (Червякова) (Червякова, Мария Афанасьевна), схимонахиня +1937 13.10. Бутово
11. Священномученик Алексий (Бенеманский, Алексей Константинович), протоиерей †1937, 05.12.
12. Священномученик Алексий (Веселовский, Алексей Александрович), иерей †1937, 11.12. Бутово.
13. Священномученик Алексий (Воробьёв, Алексей Константинович), протоиерей †1937 20.08. Бутово.
14. Преподобномученик Алексий (Гаврин) (Гаврин, Алексей Петрович), инок †1937, 10.12. Бутово.
15. Священномученик Алексий (Княжеский, Алексей Ильич), иерей +1938 17.02. Бутово
16. Священномученик Алексий (Никонов, Алексей Михайлович), иерей +1938 29.10.
17. Священномученик Алексий (Скворцов, Алексей Петрович), иерей +1938 04.07. Бутово
18. Мученик Алексий (Скоробогатов, Алексей Семенович) †1938, 05.04. Бутово.
19. Священномученик Алексий (Смирнов, Алексей Александрович), иерей +1937 11.12. Бутово
20. Священномученик Алексий (Шаров, Алексей Дмитриевич), иерей †1938, 17.02. Бутово.
21. Преподобномученик Амвросий (Астахов) (Алексей Аникеевич), архимандрит †1937, 21.10. Бутово.
22. Священноисповедник Амвросий (Полянский), епископ Каменец-Подольский †1932, 20.12.
23. Священномученик Амфилохий (Скворцов), епископ Красноярский †1937, 01.10.
24. Священномученик Анатолий (Грисюк), митрополит Одесский †1938, 23.01.
25. Преподобномученик Андроник (Суриков) (Суриков, Андрей Иванович), иеромонах +1938 22.09.
26. Преподобномученица Анна (Ефремова) (Ефремова, Анна Афанасьевна), послушница +1938 17.02 Бутово
27. Мученица Анна (Зерцалова, Анна Ивановна) †1937, 27.11. Бутово.
28. Преподобномученица Анна (Макандина) (Макандина Анна Алексеевна), инокиня †1938, 14.03 Бутово.
29. Священномученик Антоний (Панкеев) (Панкеев Василий Александрович), епископ Белгородский (1933—1935) †1938, 01.06.
30. Мученица Аполлинария Тупицына (Тупицына, Аполлинария Петровна) +1937 13.10. Бутово
31. Священномученик Арефа (Насонов, Арефа Акимович), иерей †1938, 10.01.
32. Преподобномученик Аристарх (Заглодин-Кокорев) (Александр Федорович), иеромонах †1937, 27.11.
33. Священномученик Аркадий (Остальский), епископ Бежецкий †1937, 29.10. Бутово.
34. Священномученик Арсений (Троицкий, Арсений Сергеевич), протоиерей †1937, 19.11. Бутово.
35. Преподобномученик Афанасий (Егоров) (Алексей Егорович), игумен †1937, 20.08.
36. Святитель Афанасий (Сахаров), исповедник, епископ Ковровский †1962, 28.10.

### В
1. Преподобномученик Варлаам (Ефимов) (Ефимов, Василий Севастьянович), монах +1937 21.10. Бутово
2. Преподобномученик Варлаам (Никольский) (Никольский, Василий Михайлович), игумен †1937, 19.11 Бутово.
3. Священномученик Василий (Архангельский, Василий Васильевич), протоиерей †1937.13.11 Бутово.
4. Священномученик Василий (Зеленцов) (Зеленцов, Василий Иванович), епископ Прилукский. +1930г 7.02.
5. Мученик Василий (Иванов, Василий Сергеевич), староста +1938 17.02. Бутово
6. Мученик Василий (Кондратьев, Василий Емельянович) †1937, 04.10.
7. Священноисповедник Василий (Малахов Василий Яковлевич), иерей +1937 24.03.
8. Священномученик Василий Фёдорович Надеждин, иерей †1930, 19.02.
9. Священномученик Василий (Василий Петрович Никитский), иерей †1938, 14.03 Бутово.
10. Святитель Василий (Преображенский), исповедник, епископ Кинешмский †1945, 13.08.
11. Священномученик Василий (Смоленский, Василий Петрович), протоиерей +1942 12.06.
12. Священномученик Василий (Соколов, Василий Александрович) †1922, 26.05.
13. Священномученик Василий (Ягодин, Василий Александрович), протоиерей †1937, 22.12. Бутово.
14. Священномученик архиепископ Вассиан (Пятницкий) (Владимир Васильевич), архиепископ Тамбовский и Шацкий †1940, 27.12.
15. Преподобномученица Вера (Морозова) (Морозова, Вера Семёновна), монахиня +1938 26.02.
16. Мученица Вера (Самсонова, Вера Николаевна) +1940 14.06.
17. Священноисповедник Виктор (Островидов) (Островидов, Константин Александрович), епископ Глазовский †1934, 02.05.
18. Мученик Виктор (Фролов, Виктор Васильевич), чтец +1937 21.10. Бутово
19. Священномученик Владимир (Амбарцумов, Владимир Амбарцумович) †1937, 05.11. Бутово.
20. Священномученик Владимир (Моринский, Владимир Александрович), священник †1937, 15.09.
21. Мученик Владимир (Правдолюбов, Владимир Анатольевич) †1937.04.10.
22. Священномученик Владимир (Проферансов, Владимир Александрович), иерей †1937, 05.12. Бутово.
23. Священномученик Владимир (Смирнов, Владимир Алексеевич), протоиерей +1937, 10.12. Бутово
24. Священномученик Владимир (Смирнов, Владимир Константинович), протоиерей †1937, 27.08.
25. Священномученик Владимир (Соколов, Владимир Иванович (священномученик)), протоиерей +1940, 09.09.
26. Преподобноисповедник Владимир (Терентьев) (Терентьев Василий Терентьевич), игумен +1933, 3.03.
27. Священномученик Всеволод (Смирнов, Всеволод Васильевич), протоиерей †1937, 13.11 Бутово.

### Г
1. Преподобномученик Гавриил (Гур) (Гавриил Иванович), иеромонах †1937, 19.11. Бутово.
2. Преподобноисповедник Гавриил (Игошкин) (Иван Иванович), архимандрит †1959, 18.10.
3. Преподобномученик Галактион (Урбанович-Новиков) (Григорий Степанович), иеромонах †1937, 20.12.
4. Священномученик Георгий (Извеков, Георгий Яковлевич), протоиерей †1937, 27.11 Бутово.
5. Священномученик Георгий (Колоколов, Георгий Иосифович), протоиерей †1937 ноя 26/9, дек. Бутово.
6. Преподобноисповедник Георгий (Лавров) (Герасим Дмитриевич), архимандрит †1932, июнь 21/4 июль.
7. Преподобномученик архимандрит Герман (Полянский) (Борис Иванович), архимандрит †1937 окт. 22/4 ноября.
8. Священномученик епископ Герман (Ряшенцев) (Николай Степанович), епископ Вязниковский, викарий Владимирской епархии †1937. сент. 02/15.
9. Священномученик Григорий (Раевский, Григорий Григорьевич) †1937, 16/29 сент.

### Д
1. Священномученик Дамаскин (Цедрик) (Дмитрий Дмитриевич), епископ Стародубский, викарий Черниговской епархии †1937, сент. 2/15.
2. Священномученик Димитрий (Благовещенский, Дмитрий Фёдорович), иерей †1932, дек. 02/15.
3. Священномученик Димитрий (Добросердов), архиепископ Можайский †1937, окт. 8/21 Бутово.
4. Священноисповедник Димитрий (Крючков, Дмитрий Иванович), иерей †1952, авг. 27/9 сент.
5. Священномученик Димитрий (Миловидов, Дмитрий Васильевич), иерей †1937. 07/20 Бутово, Бутырская тюрьма, 1937, авг.
6. Священномученик Димитрий (Остроумов, Дмитрий Иванович), протоиерей 17/30, авг. †1937 Бутово.
7. Священномученик Димитрий (Розанов, Дмитрий Иванович), иерей †1937. Ноя 12/25 Бутово.

### Е
1. Преподобномученица Кузьминова, Евдокия Петровна, послушница †1938, янв 23/ 5 февр. Бутово. Сестра Марфо-Мариинской обители Евдокия была арестована 19 января 1937 года и заключена в Бутырскую тюрьму в Москве.
2. Священномученик Евстафий (Сокольский, Евстафий Петрович), иерей †1938, 4/17 ноября.
3. Преподобномученица Черкасова, Екатерина Михайловна, послушница †янв. 1938, Бутово.
4. Мученица Елизавета (Куранова, Елизавета Викторовна) †1937, окт. 8/21 Бутово.
5. Священномученик Ефрем (Кузнецов) (Епифаний Андреевич), епископ Селенгинский †1918, авг. 23/5 сент.

### З
1. Священномученик священник Зосима (Пепенин, Зосима Алексеевич), иерей †1937, окт. 20/02 ноября.

### И
1. Преподобномученик Игнатий (Лебедев) (Александр Александрович), схиархимандрит †1938, авг. 30/12 сент.
2. Священномученик Игнатий (Садковский) (Сергей Сергеевич), епископ Скопинский, викарий Рязанской епархии †1938, янв. 28/10 ф.
3. Священномученик Иларион (Троицкий) (Владимир Алексеевич), архиепископ Верейский †1929, дек. 15/28.
4. Священномученик Илия (Бенеманский, Илья Ильич) †1937, Д18/31, Бутырская тюрьма, 1922.
5. Священномученик Илия (Громогласов, Илья Михайлович), протоиерей †1937, ноября 22/5 дек.
6. Священномученик Илия (Зачатейский, Илья Александрович), священник 26Н/09 дек.
7. Священномученик Илия (Четверухин, Илья Николаевич), протоиерей †1932, дек. 5/18.
8. Преподобномученик Иннокентий (Беда), архимандрит †1928, дек. 24/06 янв. Авг. 09/22 — Собор новомучеников и исповедников Соловецких.
9. Священномученик Иоанн (Артоболевский, Иван Алексеевич), протоиерей †1938. Февр. 14/17 Бутово.
10. Священномученик Иоанн (Бороздин, Иван Петрович), протоиерей †1937, сент. 15/28 Бутово.
11. Священномученик Иоанн (Виноградов, Иван Павлович), протоиерей †1937, ноября 26/9, дек. Бутово.
12. Священномученик Иоанн (Восторгов, Иван Иванович), протоиерей †1918, авг. 23/5 сент.
13. Священномученик Иоанн (Державин, Иван Николаевич), иерей †1937, дек. 2/5 Бутово.
14. Мученик Иоанн (Емельянов, Иван Арсентьевич) †1937, ноября 27/10дек. Бутово.
15. Священномученик Иоанн (Плеханов, Иван Гаврилович), иерей †1938, Март 12/25 Бутово.
16. Священномученик Иоанн (Честнов, Иван Петрович) +1937 ноября, 30/13 дек.
17. Священномученик Ипполит (Красновский, Ипполит Николаевич), иерей †1938. Май 19/01.
18. Священномученик Иувеналий (Масловский) (Евгений Александрович), архиепископ Рязанский †1937, окт. 11/24.

### К
1. Преподобномученик Киприан (Нелидов) (Константин Алексеевич), иеромонах †1934. Июня 3/16.
2. Священномученик Кирилл (Смирнов), митрополит Казанский †1937, ноября 7/20.

### Л
1. Священноисповедник Лука (Войно-Ясенецкий) (Валентин Феликсович) архиепископ Симферопольский †1961, мая 29/11 янв.

### М
1. Преподобномученик Маврикий (Полетаев) (Михаил Владимирович), архимандрит †1937, сент. 21/4 окт.
2. Преподобномученик Макарий (Телегин) (Павел Николаевич), иеромонах †1922, май 13/26.
3. Преподобномученик Максимилиан (Марченко) (Михаил Григорьевич), игумен †1938, окт. 14/27. Кончина — 1938.
4. Мученица Милица (Кувшинова, Милица Ивановна) †1938, янв. 23/5 февр. Бутово.
5. Мученик Михаил (Новосёлов, Михаил Александрович) +1938, 8/21 янв. Групповое «Дело епископа Арсения (Жадановского). Москва, 1937г»

### Н
1. Священномученик Назарий (Грибков, Назарий Степанович), протоиерей +1937, ноябрь 26/9, дек. Бутово.
2. Священномученик Никодим (Кротков) (Николай Васильевич), архиепископ Костромской и Галичский +1938, авг. 08/21.
3. Священномученик священник Николай (Беневольский, Николай Владимирович) (Беневоленский?). В Деяниях Собора 13—16 августа 2000 г. — фамилия: Беневольский +1941 г. Май 03/16.
4. Мученик Николай (Варжанский, Николай Юрьевич) +1918, авг. 23/5
5. Священномученик Николай (Виноградов, Николай Михайлович) +1937, 14/27 ноября 11/14 дек.
6. Священномученик Николай (Виноградский, Николай Васильевич), протоиерей +1937, дек. 2/15 Бутово.
7. Священномученик Николай (Голышев, Николай Власьевич), иерей +1938, февр. 4/17 Бутово.
8. Священномученик Николай (Добронравов) (Николай Павлович) +1937, архиепископ Владимирский 5/10 дек. Бутово.
9. Священноисповедник Николай (Могилевский) (Феодосий Никифорович), митрополит Алма-Атинский и Казахстанский +1955 г. Окт. 10/25. Находился в Бутырской тюрьме на февраль 1923 г.
10. Священномученик Николай (Павлинов, Николай Алексеевич), иерей +1937. Сент. 10/23.
11. Священномученик Николай (Цветков, Николай Иванович), протодиакон +1937, сент. 15/28 Бутово.
12. Преподобномученик Никон (Беляев) (Георгий Николаевич), архимандрит +1937, ноября 27/10 дек.
13. Преподобноисповедник Никон Оптинский (Беляев, Николай Митрофанович), иеромонах, последний оптинский старец. 25 июня 1931 г.

### О
1. Священномученик Онуфрий (Гагалюк) (Антон Максимович), архиепископ Курский и Обоянский. +1938. Май 19/01. Июнь.

### П
1. Священномученик Павел (Андреев, Павел Аркадьевич), протоиерей +1937, ноя 3/16 Бутово.
2. Священномученик Парфений (Брянских) (Петр Арсеньевич), епископ Ананьевский +1937, ноября 9/22.
3. Священномученик Петр (Зверев) (Василий Константинович), архиепископ Воронежский + 1929, янв. 25/7 февр.
4. Священномученик Петр (Петриков, Петр Сергеевич), священник + , 14/27 Сен 1937 Бутово, Бутырская тюрьма, 1931, Москва, ул. Маросейка, храм Святого Николая в Кленниках, Групповое «Дело епископа Арсения (Жадановского). Москва, 1937 г.».
5. Священномученик Петр (Полянский), митрополит Крутицкий +1937, сент. 27/10 окт.
6. Мученик Петр (Царапкин) +после 1937. ноября 26/9 дек.
7. Священномученик Прокопий (Титов) (Петр Семенович) архиепископ Одесский и Херсонский + 1937. Ноября 10/23.

### Р
1. Священноисповедник Роман (Медведь, Роман Иванович), протоиерей +1937, авг. 26/8 сент.

### С
1. Священномученик Серафим (Звездинский) (Николай Иванович), епископ Дмитровский + 1937, авг. 13/26.
2. Священномученик Серафим (Чичагов), митрополит + 1937, ноября 28/11 дек. Бутово.
3. Священномученик Сергий (Воскресенский, Сергей Сергеевич), иерей +1933, февр. 26/11 март.
4. Священномученик Сергий (Голощапов, Сергей Иванович), протоиерей +1937, 7/20 Бутово.
5. Мученик Сергий (Крестников, Сергей Александрович), 12/25 апр.
6. Священномученик Сергий (Лебедев, Сергей Павлович), протоиерей, +1938, 9/22 марта Бутово.
7. Священномученик Сергий (Мечев, Сергей Алексеевич), протоиерей + 1942, дек. 24/6 янв.
8. Священномученик Сергий (Руфицкий, Сергей Михайлович), протоиерей, †14/27, ноябрь.
9. Преподобноисповедник Сергий (Сребрянский) (Митрофан Васильевич), архимандрит †1948, март 23/5 апр.
10. Мученик Сергий (Тихомиров, Сергей Федорович) †1922, май 13/26.
11. Священномученик Сергий (Успенский, Сергей Михайлович), протоиерей, †06/19, дек. 1937.
12. Священномученик Симеон (Кульгавец, Семён Демьянович), иерей †1938, февр. 8/21 Бутово.
13. Мученик Стефан (Наливайко, Степан Пименович) †1945, янв. 30/12 февр.

### Т
1. Преподобномученик Таврион (Толоконцев) (Матвей Григорьевич), иеромонах, 7 июнь †1937.
2. Преподобномученица Татиана (Грибкова) (Татьяна Ивановна), послушница, 1/14 сент. †1937.
3. Мученица Татиана (Гримблит, Татьяна Николаевна), †1937, 10/23. Сент.
4. Преподобномученица Татьяна (Фомичёва), послушница †после 1937 ноября 20/3 дек.

### Ф
1. Священномученик Феодор (Алексинский, Фёдор Николаевич), иерей †1937, дек. 2/15 Бутово.
2. Преподобномученик Феодор (Богоявленский) (Олег Павлович), иеромонах †1943 Июль 06/19.
3. Священномученик Феодор (Грудаков, Фёдор Васильевич), иерей †1937 ноябрь 14/27.
4. Преподобномученик Феофан (Графов) (Феодосий Федорович), иеродиакон †1938 март 5/18.
5. Преподобномученик Филарет (Пряхин) (Иван Трофимович), игумен (в схиме Серафим) †1942, февр. 22/07 март.

### Х
1. Священномученик Христофор (Надеждин, Христофор Алексеевич), иерей †1922, май 13/26.

Всего — 218 Источник Архивная копия от 5 октября 2016 на Wayback Machine